# Vale de Afonsinho
Vale de Afonsinho ist ein Ort und eine ehemalige Gemeinde (Freguesia) im portugiesischen Kreis Figueira de Castelo Rodrigo. Die Gemeinde hatte 83 Einwohner (Stand 30. Juni 2011).
Am 29. September 2013 wurden die Gemeinden Vale de Afonsinho, Vilar de Amargo und Algodres zur neuen Gemeinde União das Freguesias de Algodres, Vale de Afonsinho e Vilar de Amargo zusammengeschlossen.